# Tony Miles
Anthony John Miles (23 de abril de 1955 Edgbaston, Birmingham - 12 de noviembre de 2001) fue un jugador de ajedrez inglés, el primer jugador británico en obtener el título de Gran Maestro.

## Biografía

### Vida personal
Miles era hijo único, nació el 23 de abril de 1955 en Edgbaston, un suburbio de Birmingham, y asistió a la King Edward's School, Birmingham. Estaba casado y divorciado dos veces y no tenía hijos. La primera esposa de Miles fue Jana Hartston, quien anteriormente había estado casada con William Hartston.

### Logros tempranos en ajedrez
Aprendió el juego de ajedrez temprano en su vida y progresó mucho a nivel nacional, obteniendo los títulos de Campeón Británico sub-14 y Campeón sub-21 en 1968 y 1971, respectivamente.
En 1973, Miles ganó la medalla de plata en el Campeonato Mundial Juvenil de Ajedrez en Teesside, su primer evento importante contra una competencia internacional. Tanto él como su compatriota Michael Stean derrotaron al ganador del torneo Alexander Beliavsky, pero fueron incapaces de igualar al jugador soviético que superó a oponentes menores. Miles ganó este prestigioso título al año siguiente en Manila, mientras era estudiante de matemáticas en la Universidad de Sheffield.
Tomando la decisión de dedicarse al juego profesionalmente, Miles no completó sus estudios, pero, en 1975, la Universidad le otorgó una maestría en artes por sus logros en el ajedrez.

### Otros aspectos destacados de su carrera
En 1976, Miles se convirtió en el primer gran maestro de ajedrez sobre el tablero nacido en el Reino Unido, superando por poco a Raymond Keene en el galardón. Jacques Mieses, naturalizado y nacido en Alemania, recibió el título de GM en 1950, mientras que Keith Richardson había recibido el título de GM por ajedrez por correspondencia a principios de la década de 1970. Por su logro, Miles ganó un premio de £5,000, ofrecido por el rico empresario y partidario del ajedrez Jim Slater.

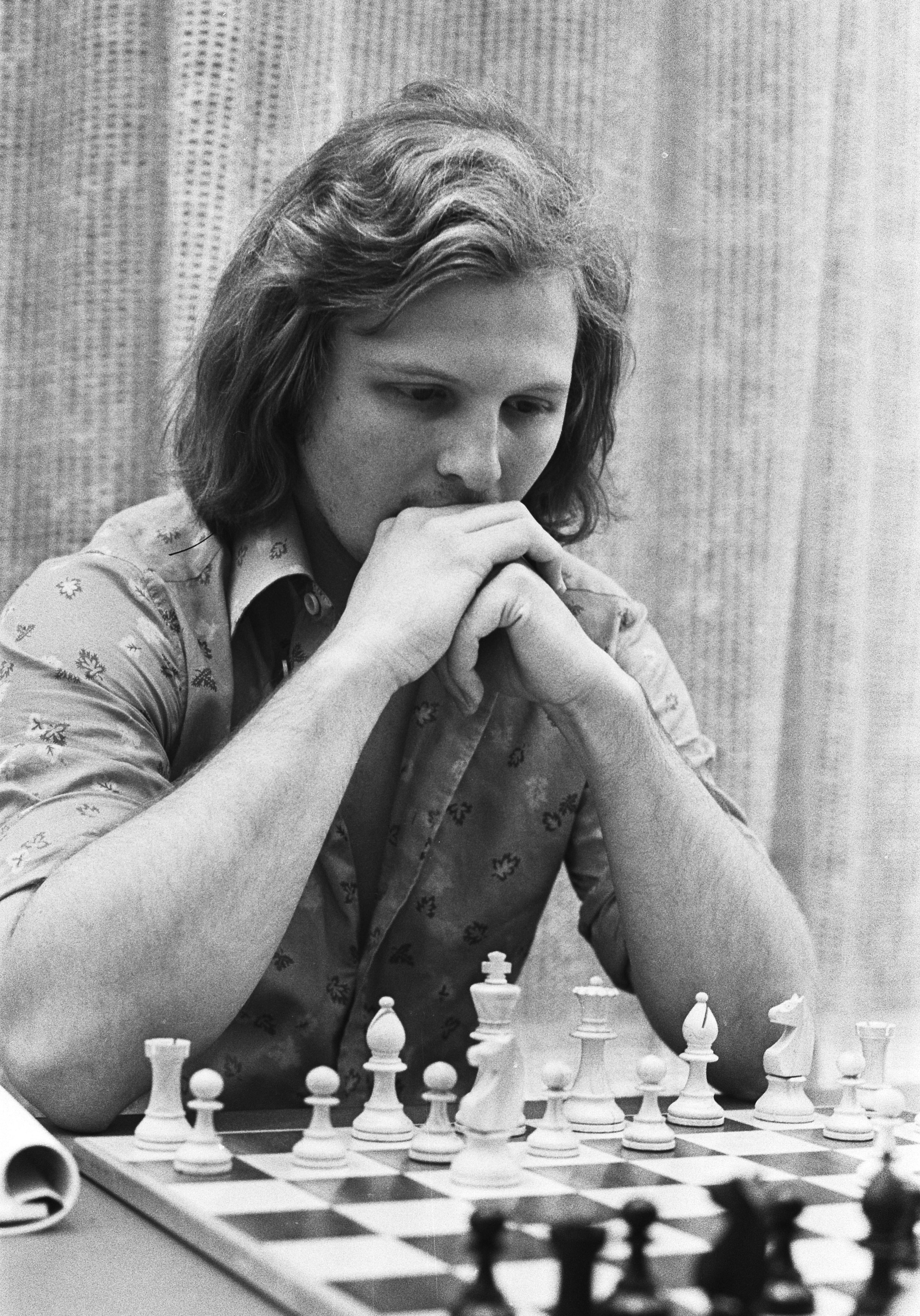
Miles (Ámsterdam, 1976)

Miles tuvo una serie de buenos resultados a finales de los años setenta y ochenta. Maduró hasta convertirse en un jugador de clase mundial y ganó partidas contra oponentes de alto calibre, como los ex campeones mundiales de ajedrez Vasily Smyslov, Mikhail Tal y Boris Spassky.
En 1980 en el Campeonato de Europa por Equipos en Skara, venció al vigente campeón del mundo Anatoly Karpov con negras, usando la apertura extremadamente poco ortodoxa 1.e4 a6!?, la defensa St. George. A menudo se dice que Miles aprendió la línea del entusiasta de las aperturas poco convencionales Michael Basman, pero en su libro Play the St. George, Basman afirma que esto no es cierto. Miles volvió a vencer a Karpov tres años después en Bath en un juego que formaba parte de la serie Master Game de la BBC, pero fue transmitida solo por la cadena de televisión alemana (coproductora), debido a una huelga de técnicos de la BBC en el momento de la transmisión.
Miles ganó el Campeonato Británico solo una vez, en 1982 cuando el evento se llevó a cabo en Torquay. Su mejor momento como jugador de ajedrez fue a mediados de la década de 1980. El 20 de mayo de 1984 en Roetgen (Alemania), Miles estableció un récord europeo en ajedrez simultáneo a ciegas con 22 partidas (+ 10−2 = 10); este récord no se rompió hasta 2009.
Uno de sus mejores resultados se produjo en el torneo de Tilburg en 1984, donde contra una fuerte oposición, emergió único ganador por un claro margen de un punto y medio. Al año siguiente, empató en primer lugar en el mismo torneo con Robert Hübner y Viktor Korchnoi, jugando varios de sus juegos mientras está acostado boca abajo en una mesa, habiéndose lesionado la espalda. El resultado fue controvertido, ya que muchos de los oponentes de Miles sintieron que estaban distraídos por las circunstancias inusuales.
Una serie de buenas actuaciones culminó con una buena actuación en la lista de clasificación Elo de enero de 1986, donde escaló a la mejor posición de la historia como No. 9 del mundo con una clasificación de 2610. Durante este período, hubo una rivalidad considerable con John Nunn por ser el mejor jugador del Reino Unido, y los dos protagonistas se saltan regularmente en el escalafón mundial. Nigel Short y Jonathan Speelman pronto se sumaron a la competencia, ya que el equipo nacional inglés entró en su período más fuerte.
Nunca pudo clasificar en los torneos interzonales al torneo de Candidatos. Miles finalmente perdió la carrera para convertirse en el primer candidato británico cuando Nigel Short lo hizo en 1985.
Contra Garry Kasparov, Miles tuvo poco éxito, no ganó un juego contra él y perdió un encuentro de preparación en 1986 en Basilea por una puntuación de 5½–½. Después de este encuentro, Miles comentó "Pensé que estaba jugando al campeón mundial, no a un monstruo con mil ojos que lo ve todo" (algunas fuentes citan alternativamente a Miles diciendo que Kasparov tenía 22 o 27 ojos).

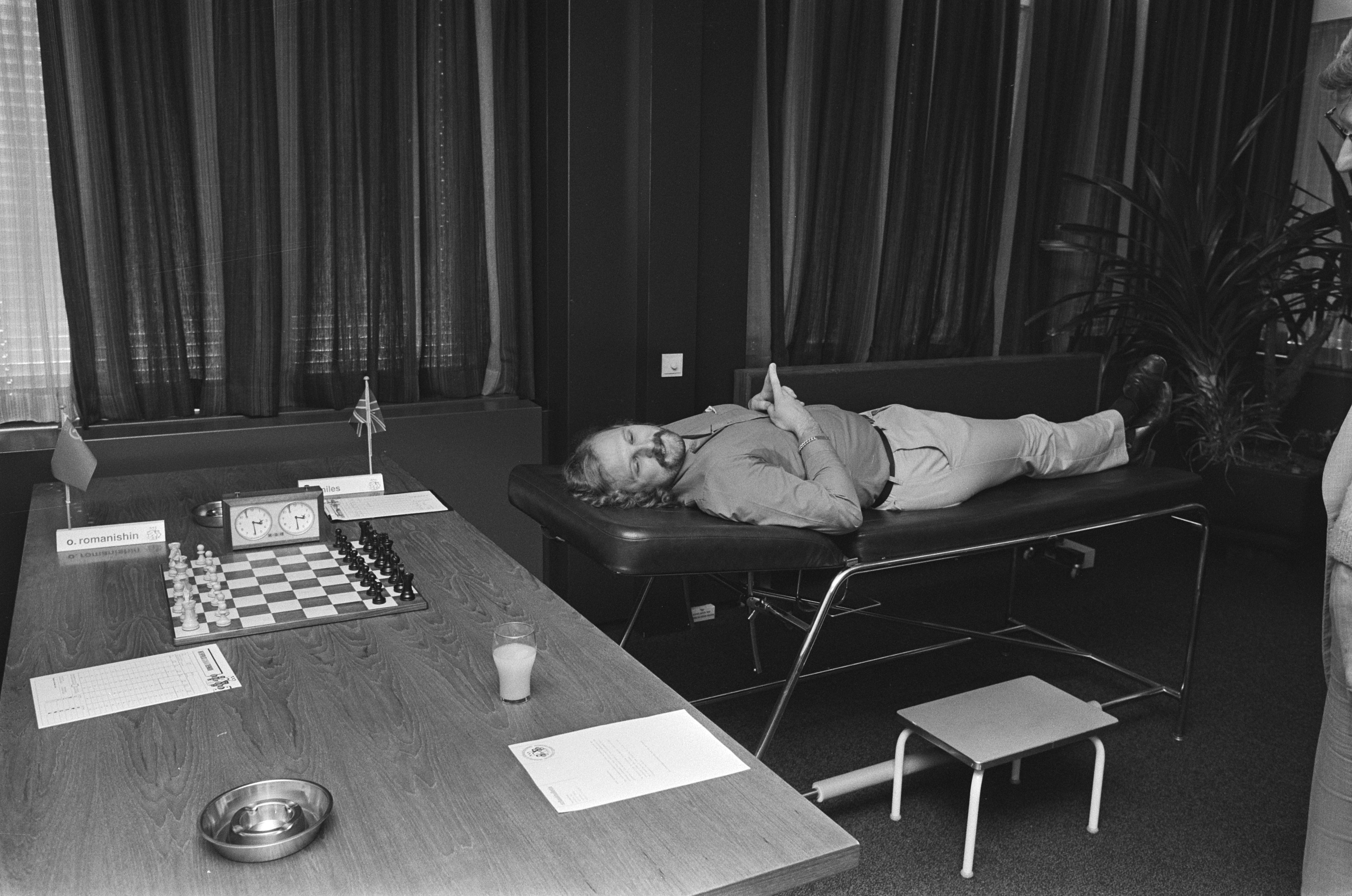
Miles en camilla con dolor de espalda, jugando en Tilburg (1985)

Después de ser hospitalizado debido a un colapso mental a fines de 1987, Miles se mudó a Estados Unidos. Terminó último en el Campeonato de Estados Unidos de 1988, pero continuó jugando allí y obtuvo buenos resultados. En 1991, jugó en el Campeonato de Australia, pero finalmente regresó a Inglaterra y comenzó a representar a su país natal nuevamente. Primero empató en el muy fuerte Cappelle-la-Grande Open en 1994, 1995 y 1997, y causó conmoción en el Gran Premio de la PCA Intel Rapid Chess en Londres en 1995, cuando venció a Vladimir Kramnik en la primera ronda y Loek van Wely en la segunda. Su intento de ganar el evento fue finalmente detenido en la semifinal por su compañero de equipo inglés Michael Adams.
Miles obtuvo cuatro victorias notables en el Memorial Capablanca en Cuba (1994, 1995, 1996 y 1999). Miles también empató en el primer lugar en el Abierto Continental de 1999 en Los Ángeles con Alexander Beliavsky, Ľubomír Ftáčnik y Suat Atalık. Su última victoria en el torneo fue el Canadian Open Chess Championship de 2001 en Sackville, Nuevo Brunswick.
Miles entró y jugó en el Campeonato Británico de 2001 en Scarborough, pero se retiró antes de la ronda final, aparentemente debido a problemas de salud. Sus dos últimos juegos antes de su muerte fueron empates cortos en la Liga de Ajedrez de las Cuatro Naciones. Miles jugó en una cantidad extraordinaria de torneos de ajedrez durante su carrera, incluidos muchos torneos arduos de fin de semana.

## Torneos por equipos

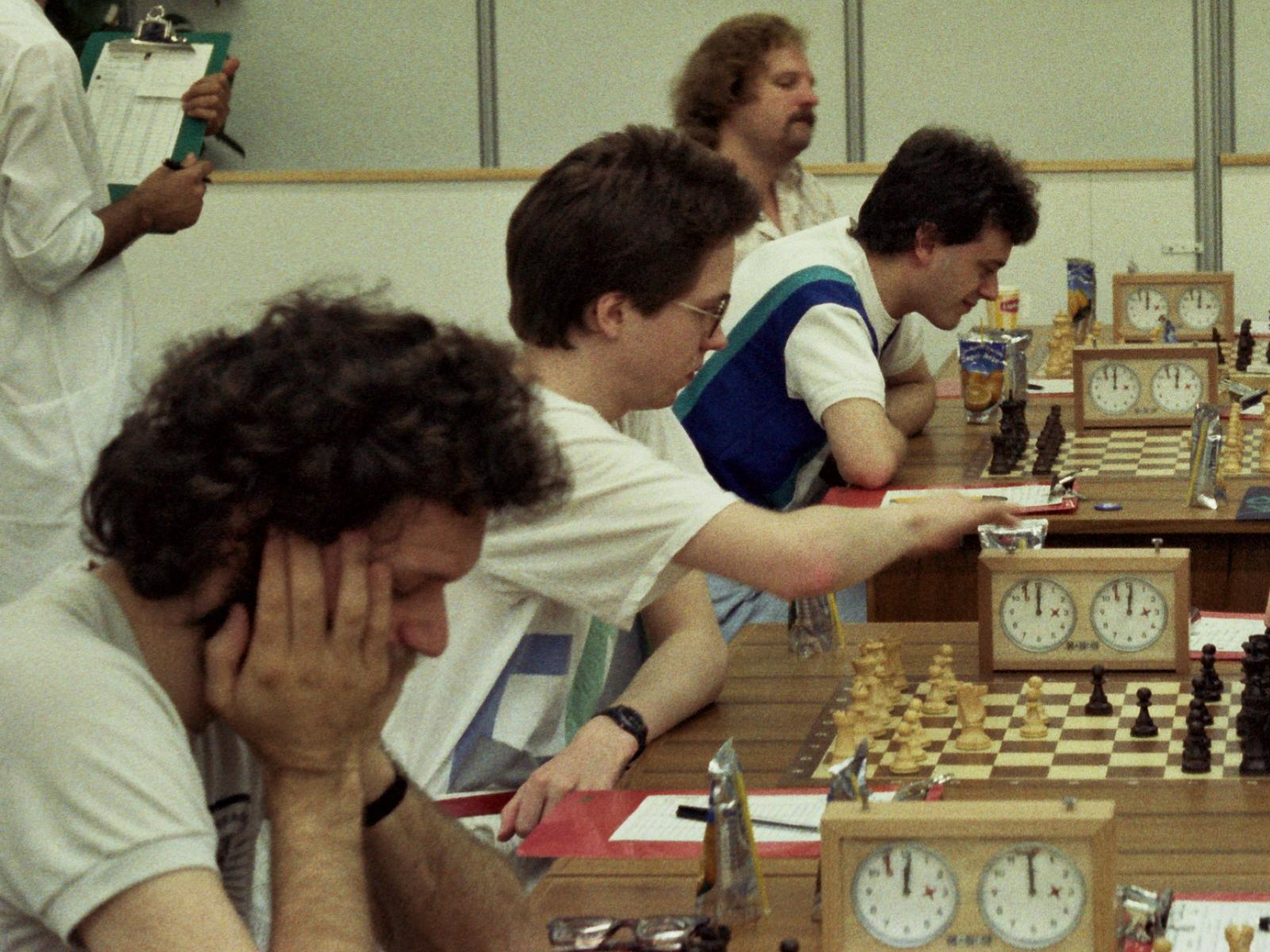
Jonathan Speelman, Nigel Short, John Nunn yTony Miles en la Olimpiada de ajedrez de 1986 en Dubái

### Equipo nacional
Tony Miles participó en nueve Olimpiadas de Ajedrez con la selección inglesa, donde jugó en el primer tablero de 1974 a 1986, y fue primer jugador de reserva en 1994, 1998 y 2000. En la clasificación por equipos, obtuvo la medalla de plata en Salónica 1984 y Dubái 1986, y tercero en Haifa 1976, en donde además obtuvo la medalla de bronce al mejor resultado en el primer tablero.
Miles participó en cuatro campeonatos europeos por equipos, donde alcanzó el tercer puesto con el equipo en 1980 y 1992; En 1980 también fue el mejor jugador en puntos en el primer tablero.
En el primer campeonato mundial de equipos en Lucerna en 1985, jugó para Inglaterra en el primer tablero. El equipo inglés ocupó el tercer lugar, Miles logró el segundo mejor resultado en el primer tablero.

### Clubes
Miles jugó en la Four Nations Chess League desde 1995 hasta 2001 con el club Slough y fue campeón británico por equipos con este club en 1996, 1999 y 2000.
En la Bundesliga alemana jugó de 1981 a 1990 con SG Porz, con el cual fue campeón alemán por equipos en 1982 y 1984.

## Personalidad
Miles fue visto a menudo como una figura controvertida. Una vez, en la última ronda de un torneo (Luton, Reino Unido, 1975), con Miles necesitando un empate para el primer lugar, y su oponente, Stewart Reuben, queriendo un empate por un puesto alto, acordó un empate sin realizar ninguna jugada. El árbitro decidió no otorgar puntos a ambos jugadores por este no juego; los jugadores afirmaron que este "juego" se había jugado a menudo, cuando los jugadores habían arreglado de antemano un empate; esta era la única vez que se había anotado 0-0, en lugar de realizar algunos movimientos sin sentido. Esto provocó una larga correspondencia en las revistas de ajedrez británicas.
Miles también se enfrentó con las autoridades del ajedrez y con sus compañeros jugadores ingleses, particularmente con Keene y Short. Miles hizo acusaciones con respecto a los pagos que Keene había recibido de la Federación Británica de Ajedrez por actuar como su asistente en el torneo Interzonal de 1985 en Túnez. Miles se obsesionó con el asunto y finalmente sufrió un colapso mental por ello. Fue arrestado en septiembre de 1987 en Downing Street, aparentemente bajo la creencia de que tenía que hablar con la entonces primera ministra Margaret Thatcher sobre el asunto; posteriormente fue hospitalizado durante dos meses. Escribiendo en el Daily Telegraph en noviembre de 2003, Nigel Short dijo que "Tony estaba increíblemente celoso de mi éxito, y su incapacidad para aceptar que ya no era el número uno del Reino Unido era una indicación, si no un detonante, de su descenso a la locura."
Miles también se destacó por su ingenio mordaz. A menudo atacaba a personalidades del ajedrez en artículos publicados. Atacó al ex campeón mundial Anatoly Karpov en un artículo titulado "¿Ha perdido Karpov sus canicas?". Otras víctimas de sus ataques publicados fueron la Gran Maestra Femenina Martha Fierro, y el organizador de ajedrez indio Umar Koya. Su revisión del libro Unorthodox Chess Openings de Eric Schiller (Cardoza Publishing, 1998), que apareció en Kingpin consistía en sólo dos palabras: 'Absoluta basura.'

## Muerte
Miles murió de insuficiencia cardíaca el 12 de noviembre de 2001. Su cuerpo fue encontrado en su casa en Harborne, Birmingham, después de que un amigo lo llamara para que lo llevara a un club de bridge. Había sufrido de diabetes y una autopsia descubrió que esto contribuyó a su muerte. Fue incinerado en el Lodge Hill Crematorium en Selly Oak el 23 de noviembre. Hubo un momento de silencio antes de la séptima prueba del Campeonato de Europa por Equipos en León, España, en su memoria.

## Legado
La Variante Miles (1.d4 Cf6 2.c4 e6 3.Cf3 b6 4.Af4) en la Defensa India de Dama lleva su nombre.

## Partidas notables
- Karpov vs. Miles, Skara 1980: 0–1. la partida contra Karpov en la cual juega la defensa St. George: 1.e4 a6.
- Miles vs. Spassky, 1982. Defensa india de dama: 1–0. Un aplastante ataque de sacrificio contra Spassky, entonces todavía uno de los jugadores más fuertes del mundo.
- Karpov vs. Miles, Bath 1983, Caro–Kann: 0–1. Otra victoria contra Karpov, también entonces campeón del mundo, y nuevamente con negras. Miles elige un sistema menos popular en la defensa Caro-Kann y logra crear un juego desequilibrado en el que ambas partes pueden jugar para ganar.